# You're Going to Lose That Girl (EP)
You're Going to Lose That Girl è un EP giapponese dei Beatles, pubblicato il 5 gennaio 1966 dalla Odeon con il numero di serie OP 4113.

## Tracce
Lato A
Testi e musiche di Lennon-McCartney.
1. You're Going to Lose That Girl – 2:16
2. The Night Before – 2:32

Durata totale: 4:48
Lato B
1. Act Naturally – 2:29 (Russell-Morrison)
2. Yesterday – 2:03 (Lennon-McCartney [1])

Durata totale: 4:32

## Formazione
The Beatles
- Paul McCartney: voce nelle tracce 2 e 4, seconda voce nella traccia 3, pianoforte nella traccia 1, chitarra solista nella traccia 2, chitarra acustica nella traccia 4, cori, basso elettrico
- Ringo Starr: voce nella traccia 3, bongo nella traccia 1, tamburello nella traccia 2, percussioni nella traccia 3, batteria
- John Lennon: voce nella traccia 1, piano elettrico nella traccia 2, chitarra ritmica acustica nella traccia 3, cori, chitarra ritmica
- George Harrison: chitarra ritmica nella traccia 2, cori, chitarra solista[2][3][4]

Altri musicisti
- Tony Gilbert: violino nella traccia 4
- Sidney Sax: violino nella traccia 4
- Kenneth Essex: viola nella traccia 4
- Francisco Gabarro: violoncello nella traccia 4

Yesterday è stata registrata dal solo McCartney, con il quartetto d'archi.